# Aminata Sow
Pour les articles homonymes, voir Sow.
Aminata Sow, née le 19 août 1994 à Mulhouse, est une joueuse française de handball évoluant au poste de pivot.

## Biographie
En 2012, elle rejoint le centre de formation du Havre AC. 
Après le dépôt de bilan de l'Union Bègles Bordeaux-Mios Biganos, elle rejoint le club de Bourg-de-Péage en janvier 2016.
À l'été 2019, en l'absence de nombreuses titulaires laissées au repos et à l'occasion d'une large revue d'effectif, elle est retenue pour un stage de préparation avec l'équipe de France.
Elle participe à la progression du Bourg-de-Péage Drôme Handball dont elle devient capitaine, mais en 2022, le club se retrouve en grandes difficultés financière et dépose finalement le bilan en décembre. En janvier 2023, Aminata Sow rebondit alors en rejoignant le Chambray Touraine Handball.

## Palmarès

### En club
- Championnat de France de Division 2
  - Vainqueur (1) : 2017